# Kuro (女優)
Kuro（くろ、3月15日 (生年非公表) - ）は、日本の女優、タレント、モデル、動画配信者。宮崎県出身。

## 来歴
2017年よりモデルとして活動を開始。大分県を拠点にモデル・テレビ番組出演・CM出演など活動を広げ、2019年からは役者としての活動も本格的に開始する。2023年には首都圏へ拠点を移し、舞台や長編映画出演などさらに幅広く活動している。また、活動開始から間もなくしてSHOWROOM (ストリーミングサービス)にて配信活動も開始し、現在も多くのファンから支持を得ている。

## 出演

### テレビドラマ
- 名古屋行き最終列車2022

第4話(最終話)(2022年02月08日)
10周年記念オンラインイベント アテンダント(2022年2月19日）
- 『旅ランTV』、スピンオフドラマ『#ランドラ』（広島ホームテレビ、2022年3月8日放送）
- メ～テレ放送開始60周年記念ドラマ『最終列車で始まる恋』 野々山七瀬(ネイリスト)役[2]

2023年1月15日から1月29日の3週連続放送。
- 能面検事 第1話（2025年7月11日、テレビ東京） - 八木沢史華の先輩社員・モリヤ 役[3]

### 舞台・ミュージカル
- ミュージカル『GO,JET!GO!GO! PARADISE LIVE 2』(2019年11月20日～11月25日 A-Garage) [4][5]

- 舞台『ばかしあい』　(2020年2月12日~2月17日 両国・Air studio) [6][7]

- 『コインランドリーシンドローム』初主演 奈々役（2021年6月22日～6月27日 日暮里d-倉庫）[8]

- 『Kiss Me You ～がんばったシンプー達へ～』（2021年9月15日～9月20日 キンケロシアター）[9]

- 舞台『欲動と動乱』（2022年5月25日～5月29日 シアター風姿花伝）[10][11]

- 舞台『群青に散りゆく』宝満静子 役（2023年8月30日～9月3日 キンケロシアター）[12][13]

- ざ☆くりもん 第29回新春本公演 『玉章恋慕』たまずされんぼ お文役 (2024年1月3日〜8日 シアターグリーン)[14][15][16]

- 『風を切れ2024』 ハヅキ役 (2024年7月25日～28日 東京芸術劇場シアターウエスト)[17][18]

- 舞台『魂の遊園地』 伊原杏奈役（2025年2月15日～16日 メ～テレ局内 Bスタジオ 作・演出 上杉祥三）[19][20]

### 映画
- 金森正晃監督 長編映画『鈍色ショコラヴィレ ビエンナーレ』 時多夕子役 出演[21]

(2023年10月6日～10月12日 シネマワールド金沢にて先行上映)
(2024年2月16日～3月7日 新宿武蔵野館にて上映)
(2024年3月2日～8日 シアターセブンにて上映)

### モデル
- 福岡アジアコレクション2019 SPRING/SUMMER (2019年3月24日)[25]
- 神戸コレクション（2020年10月18日）[26][27]
- アクセサリーブランド『BLOOM』SNSモデル（2022年）
- ReRe...Colletion東京 (2023年12月17日)[28]
- STARRZ TOKYO（2024年9月25日）和装ステージ出演[29][30]

### ラジオ
- しまだあやふみのやってみnight ラジオドラマ（市川FM、2022年）

### テレビ
- J:COM「ひるドキッ!おおいた」アシスタントMC (2019年2月)[31]
- 道玄坂コネクション(テレビ東京 2019年11月5日放送)[32]
- 「人生最高レストラン」再現VTR 小倉優子役（TBS 2019年11月）[33]
- ごりやくさん（KBS京都） - 「第26回太宰府天満宮」旅人（2020年4月）[34] [35]
- テレビ山梨(UTY) スゴろく - 「スゴろく富士山部」富士急ハイランド特集リポーターとして出演 (2023年8月)[36]

### その他
- JAL presents スポーツ能力測定会in青森（2018年6月17日）[37]
- 大分県防災啓発動画「みんなで防災おおいた」（2021年）[38]

事前の備え編
県の取組編
災害 地震・津波編
災害・風水編
- MKsoul Promotion 短編映画『PM12:41』出演（2023年7月）[39]
- 初恋たろうとコントするっちゃがin宮崎（2025年3月22日 ライブハウス LAZARUS）[40]